# Bunchosia decussiflora
Bunchosia decussiflora är en tvåhjärtbladig växtart som beskrevs av W.R. Anderson. Bunchosia decussiflora ingår i släktet Bunchosia och familjen Malpighiaceae. Inga underarter finns listade i Catalogue of Life.